# Aragami
Aragami (japanisch 荒神 Aragami) ist ein japanischer Actionfilm von Ryūhei Kitamura aus dem Jahr 2003.
Aragami ist Teil des Wettstreits Duel-Project zwischen den japanischen Regisseuren Ryūhei Kitamura und Yukihiko Tsutsumi. Beim Duel-Project ging es darum, welcher Film das höhere Einspielergebnis erzielen würde. 
Beide Filme handeln von dem Konflikt zwischen zwei Personen, die sich im Zeitraum einer Woche bis aufs Blut bekämpfen. In Kitamuras Aragami ist die Auseinandersetzung zweier Samurai das Thema, in Tsutsumis Film 2LDK der Streit zwischen zwei Schauspielerinnen, die in einer Wohngemeinschaft leben.

## Handlung
Zwei in einer Schlacht verletzte Samurai suchen in einer Gewitternacht in einem Tempel Schutz. Eine mysteriöse junge Frau lässt sie ein, aber beide brechen in der Tür bewusstlos zusammen. Einer der beiden erwacht am nächsten Tag und trifft auf den Hausherrn, der ihm berichtet, dass sein Freund seinen Verletzungen erlegen sei. Er selbst ist dagegen völlig genesen. Der Herr des Hauses lädt den Samurai ein, aufgrund des starken Regens ein paar Tage in seinem Tempel zu bleiben und erst dann weiterzuziehen. Als sie abends zusammen trinken, offenbart sich der Hausherr als Aragami, der Gott des Krieges, und angeblich einstmals der berühmte Samurai Miyamoto Musashi. Er ist des Lebens und ewigen Kämpfens überdrüssig und bittet den Samurai, ihn zu töten. Als Kriegsgott muss er aber im Kampf sterben und darf nicht etwa Seppuku, rituellen Selbstmord begehen. Der Samurai reagiert zunächst ungläubig, willigt aber schließlich ein und so entbrennt zwischen den beiden ein unerbittlicher Kampf auf Leben und Tod.
Schließlich gelingt es dem Samurai, Aragami zu besiegen. Dadurch wird er selbst zum neuen Aragami und bleibt bei der Frau auf dem Berg, wartend auf einen ebenbürtigen Gegner. Der Film endet damit, dass der Samurai, nun Aragami, im Tempel in der Gegenwart einem neuen Gegner gegenübersitzt.

## Kritiken
„Der Regisseur spart nicht an funkensprühenden Schauwerten und die Dramaturgie der sich steigernden Levels im Zweikampf erinnert an ein Spiel. Wichtiger als alles Schwerterklirren ist jedoch die überraschend psychologische Auseinandersetzung zwischen Aragami und dem Samurai.“